# Barbro Scheutz
Gerd Barbro Marianne Scheutz, gift Lindberg, född 3 december 1930 i Kalmar, är en svensk skådespelare. 

## Filmografi
- 1948 – Janne Vängmans bravader
- 1949 – Kvinnan som försvann
- 1950 – Regementets ros
- 1953 – I dur och skur